# Oni byli pervymi
Oni byli pervymi (Они были первыми) è un film del 1956 diretto da Jurij Pavlovič Egorov.